# Port lotniczy Tel Awiw-Sede Dow
Port lotniczy Sede Dow (hebr. נמל התעופה דב הוז, Namal HaTe’ufa Dov Hoz) (IATA: SDV, ICAO: LLSD) – lotnisko położone w mieście Tel Awiw, w centralnej części Izraela.
Lotnisko przypomina kształtem literę „L”, której pionowa długa kreska jest wykorzystywana przez lotnictwo cywilne, natomiast poziomą krótką podstawę wykorzystują Siły Powietrzne Izraela – baza lotnicza Sede Dow.

## Historia
W 1937 burmistrz Tel Awiwu, Jisra’el Rokach, zwrócił się z prośbą do brytyjskich władz w Mandacie Palestyny o wydanie zezwolenia na budowę lotniska w mieście. Jako powód podano problemy Żydów w bezpiecznym poruszaniu się po Palestynie podczas arabskiej rewolty 1936-39. Prace budowlane rozpoczęto na terenach położonych na północ od rzeki Jarkon. Uroczystość otwarcia lotniska odbyła się w 1938. Jako pierwsze uruchomiono połączenia z Hajfą i Bejrutem. W 1940 lotnisko zostało nazwane Sede Dow, na cześć syjonistycznego pioniera lotnictwa Dowa Hoza.
Podczas wojny o niepodległość 1948 było to podstawowe lotnisko izraelskich sił powietrznych, które dysponowały wówczas zaledwie 21 samolotami. W grudniu 1947 utworzono pierwszą eskadrę, w skład której wchodziły samoloty RWD-13. Po wojnie lotnisko stopniowo odzyskiwało swoje znaczenie cywilne. Początkowo używano go dla pojedynczych klientów, którzy korzystali z samolotów Piper Cub na trasach krajowych. Z czasem utworzono stałe krajowe połączenia pasażerskie.
W 1960 władze miejskie rozrastającego się Tel Awiwu, zażądały przeniesienia lotniska na północ, aby w tym miejscu utworzyć nowe tereny pod budownictwo mieszkaniowe. Komisja, która badała zagadnienie, orzekła w 1961, że lotnisko może zostać zlikwidowane, gdyż w pobliżu znajduje się Międzynarodowy Port Lotniczy im. Ben Guriona. Zasugerowano, że wystarczy jedynie rozbudować połączenia drogowe z Tel Awiwu do Lod. Jednakże tę opcję zablokowały Siły Obronne Izraela.
W 1968 rząd powołał drugą komisję, która zasugerowała zamknięcie starego wschodniego pasa startowego i zmniejszenie obszaru lotniska. Powstał także plan budowy nowego pasa, który miał znajdować się w bezpośrednim sąsiedztwie plaży (nigdy go nie wybudowano). W ten sposób zamknięto stary pas startowy, a na tym terenie powstało osiedle mieszkaniowe.

## Linie lotnicze i połączenia
Obsługuje w większości krajowe loty do Ejlatu, i Rosz Piny. Międzynarodowe połączenia z Cyprem.
- Arkia Israeli Airlines (Ejlat)
- Ayit Aviation and Tourism (Beer Szewa, Herzlija, Rosz Pina)
- Elrom Airways (En Jahaw)
- Israir Airlines (Ejlat)
- Tamir Airways (Ejlat, Rosz Pina)